# ドラゴンエイジ -ブラッドメイジの聖戦-
『ドラゴンエイジ -ブラッドメイジの聖戦-』（ドラゴンエイジ ブラッドメイジのせいせん）は、2012年2月11日に公開されたCGアニメーション映画。キャッチコピーは「流れる血のみが、歴史を塗りかえる」。

## 概要
2009年に発売されたロールプレイングゲーム『Dragon Age: Origins』を原作とした作品。監督には、販売元のエレクトロニック・アーツが指名した曽利文彦が起用された。
脚本は、『Dragon Age: Origins』のシナリオライターのジェフリー・スコットが担当しており、物語は『Dragon Age: Origins』の続編『Dragon AgeII』の前日譚となっている。
メインキャストには、それぞれが声優経験を持つ栗山千明、谷原章介、GACKTの3人が起用された。また、GACKTは主題歌の「Until The Last Day」も担当している。谷原は『ベクシル 2077日本鎖国』に続き、2度目の曽利作品への出演となる。

## ストーリー
「ドラゴンエイジ」……それは、魔法と魔物が存在する時代。セダス（世界）はチャントリー（教会）によって統治されていた。
チャントリーは魔法を厳しく規制し、サークル・オブ・メジャイを設置し、メイジ（魔道士）を管理下に置いた。しかし、チャントリーの支配を嫌う一部のメイジたちはサークルに属すことを良しとせず、「ブラッドマジック」と呼ばれる邪法を用いるブラッドメイジとなり、チャントリーに反旗を翻した。これに対し、チャントリーはテンプラーズを結成しブラッドメイジ狩りを行ったが、強大な武力を持つテンプラーズは次第に暴走し始め、罪のないメイジたちが次々と虐殺されるようになってしまう。これを憂慮したチャントリーは新たにシーカーズを結成し、テンプラーズを粛清することに成功した。
チャントリーにとって最大の祭典である10年ミサを数日後に控えたある日。シーカーズの女騎士カサンドラは、血の儀式を行おうとしていたブラッドメイジを仲間と共に急襲し、これを撃退する。その際、シーカーズはブラッドメイジに捕らわれていたサークルメイジの少女アヴェキスを助け出し保護した。その夜、カサンドラは剣術の師であるバイロンがアヴェキスを連れ出す姿を目撃する。不振に思いバイロンを追いかけたカサンドラに対し、バイロンは「チャントリー内で大きな陰謀が動いている。アヴェキスはその陰謀の鍵を握る少女だ」と告げた。その直後、バイロンはブラッドメイジの襲撃を受け殺され、アヴェキスも連れ去られてしまう。一人残されたカサンドラは、その場に残っていた怪しい男をブラッドメイジだと思い攻撃するが、その男は自らをサークルメイジのガリアンと名乗り「アヴェキスを保護するために来た」と語る。その真偽を確かめる間もなく、二人は誘拐と殺人の罪でシーカーズに捕まってしまう。しかし、カサンドラはシーカーズから逃亡し、バイロンの復讐とチャントリーに渦巻く陰謀を阻止するため、ガリアンと行動を共にする。

## 登場人物
カサンドラ・ペンタガースト
本作の主人公。シーカーズに所属する女騎士。バイロンから剣術の手ほどきを受けており、シーカーズ内で一目置かれる程の実力を誇る。ドラゴンハンターとして有名なペンタガースト家の出身で、幼い頃に兄と一族をブラッドメイジに皆殺しにされたため、メイジをブラッドメイジ・サークルメイジ問わず憎んでいる。
バイロンからチャントリー内の陰謀の存在を聞かされ、陰謀の阻止のため奔走する。当初はガリアンとは険悪な関係だったが、行動を共にする内に打ち解け、信頼するようになる。
ゲーム版では『Dragon AgeII』から登場。容姿はゲーム版と映画版では大きく異なる。
レガリアン・ドゥマルカル
サークル・オブ・メジャイに所属するサークルメイジで、通称「ガリアン」。治癒系の魔法を得意とするが、サークル内では未熟者であり、アルテからは「腕が甘い」と言われている。
バイロンの友人であり、アヴェキスを保護するよう頼まれ待ち合わせ場所に向かい、そのままカサンドラと行動を共にするようになる。
ナイトコマンダー
テンプラーズの騎士団長。剣術に長け、カサンドラを圧倒する程の実力を誇る。
大司教と組みチャントリーを支配しようと企んでおり、陰謀を探るカサンドラとガリアンの抹殺を図る。ハイシーカーを殺害し、その罪を二人に着せ処刑しようとするが、サークルメイジに阻まれ失敗する。最期は一騎討ちの末、カサンドラに討ち取られる。
フレニック
ブラッドメイジの指導者。大司教とナイトコマンダーの陰謀に加担しているが、本心では二人を利用してチャントリーを乗っ取ろうと目論んでいる。
血の儀式によってドラゴンを操り10年ミサを襲撃するが、カサンドラに阻まれ失敗する。追い詰められてプライドデーモンに変身しカサンドラを襲うが、アヴェキスの操るハイドラゴンに襲われ、最期はカサンドラに倒される。
大司教
次期ディヴァイン候補である枢機卿の一人。幼い頃からチャントリーに奉仕し、ディヴァインからは信頼を寄せられている。
ディヴァインの座を奪いナイトコマンダーと共にチャントリーを支配しようと企み、フレニックに10年ミサを襲撃させディヴァインの暗殺を図るが失敗。フレニックに助けを求めるが、用済みと見なされ殺される。
バイロン
シーカーズに所属する騎士。カサンドラの剣術の師であり、彼女からは父親のように慕われている。
チャントリー内の陰謀を察知し、アヴェキスを安全な場所に保護しようとするがブラッドメイジに襲われ、カサンドラをかばって殺される。
ハイシーカー
シーカーズの騎士団長。配下の騎士からは篤い信頼を寄せられている。
カサンドラが持ち帰った陰謀の証拠をディヴァインに伝えようとするが、直後にナイトコマンダーに殺される。
ディヴァイン
チャントリーを統べる教皇。民衆の安寧を求める高潔な人物であり、「聖なるお方」と呼ばれ崇拝されている。
アヴェキス
サークル・オブ・メジャイに所属するサークルメイジの少女。動物を操る魔法を得意としているため、ブラッドメイジにさらわれ血の儀式に利用される。
フレニックの命令でドラゴンを操り10年ミサを襲うが、ガリアンに助け出される。

## 用語
チャントリー
王侯貴族に代わりセダスを治める宗教組織。女神アンドラステを崇拝し、その教えを以てセダスの平和を維持することを掲げている。
魔法を危険な存在と見なしており、サークル・オブ・メジャイを組織し、メイジを管理している。サークルに入るメイジにはチャントリーの教育を施し、サークルに入らないメイジを弾圧している。
テンプラーズ
チャントリーが保有する軍隊。総勢1万人。チャントリーに逆らうメイジを捕えるために結成されたが、腐敗が進み私欲のために動くようになったためシーカーズに粛清される。それ以来、シーカーズとは対立関係にある。
シーカーズ
テンプラーズとサークルメイジの不正を監視・粛清するために結成された騎士団。外部の人間やテンプラーズの中でも優秀な騎士を選抜して組織される精鋭部隊。
サークル・オブ・メジャイ
チャントリーの管理下にあるメイジの集団。戦争の際にはチャントリーの援軍として召集される。
ブラッドメイジ
血を用いる邪法「ブラッドマジック」を使うメイジの総称。他者の精神を操る魔法を得意とし、チャントリーを滅ぼし力による支配を敷こうとしているため、チャントリーとは敵対関係にある。

## キャスト
- カサンドラ・ペンタガースト - 栗山千明
- レガリアン・ドゥマルカル - 谷原章介
- ナイトコマンダー - GACKT
- フレニック - 岩崎ひろし
- 大司教 - 松谷彼哉
- バイロン - 小村哲生
- ハイシーカー - 土師孝也
- ディヴァイン - 高島雅羅
- アヴェキス - 中村知子
- ラザロ - 杉野博臣
- ファーストエンチャンター - 伊藤和晃
- アルテ - 飯島肇
- ヘイデ - 四宮豪
- ブラッドメイジ部下 - 千々和竜策
- カサンドラ兄 - 宮下栄治
- 大司教B - 北西純子
- ナレーション - Kent Williams

## スタッフ
- プロデューサー - 岩瀬智彦、Lindsey Newman、Carly Hunter、Justin Cook、Adam Zehner、平野真
- 原作 - BioWare / Electronic Arts
- 監督 - 曽利文彦
- 脚本 - Jeffrey Scott
- キャラクターデザイン - 中山大輔
- 美術 - 岩田研一
- 音楽 - 高橋哲也
- サウンドデザイン - 笠松広司
- 演出補 - 副島宏司
- 制作 - OXYBOT
- 製作 - ティー・オーエンタテインメント
- 配給 - TOブックス

## 主題歌・挿入歌
主題歌「UNTIL THE LAST DAY」
作詞 - 藤林聖子、GACKT / 作曲 - Ryo / 編曲 - GACKT、Ryo / 歌 - GACKT
挿入歌「Inside out」
作詞・作曲・編曲・歌 - Nothing's Carved In Stone